# Brainerd (Minnesota)
Brainerd város az USA Minnesota államában. Lakosainak száma 14 395 fő (2020. április 1.).

## Népesség
A település népességének változása:

| 2010 | 13 590 |
| 2020 | 14 395 |